# Sternörter
Als Sternörter (Einzahl Sternort) werden in der Astronomie und Astrometrie die sphärischen Koordinaten (in der Regel nur die beiden Winkelkoordinaten) von Gestirnen auf der gedachten Himmelskugel bezeichnet.
Man unterscheidet:
- relative Örter, angegeben relativ zu einem gut vermessenen Stern (Fundamentalstern)
- absolute Örter, angegeben direkt im äquatorialen Koordinatensystem mit den beiden Koordinaten:
  - Deklination δ (analog zur geografischen Breite): Winkelabstand vom Himmelsäquator, d. h. von der Projektion des Erdäquators
  - Rektaszension α oder RA (analog zur geografischen Länge): Winkelabstand vom Frühlingspunkt, d. h. vom Schnittpunkt von Himmelsäquator und Ekliptik.

## Einflüsse
Der Ort, an dem ein Gestirn an der Himmelskugel erscheint (beobachteter Ort) wird beeinflusst von:
- der Lichtbrechung (Refraktion)
- der Bewegung der Erde (Effekt der Aberration)
  - um die Sonne (Effekt der Parallaxe)
  - der Erdrotation und der langsamen Verlagerung der Erdachse (Effekte der Präzession und der Nutation)
- dem Standpunkt des Beobachters (heliozentrisch, geozentrisch oder für einen bestimmten geographischen Standort topozentrisch); diese Unterscheidung ist besonders für nahe Objekte wie die des Sonnensystems von Bedeutung.

Dementsprechend unterscheidet man drei Arten von Sternörtern, die im Folgenden beschrieben werden.

### Scheinbare Sternörter
Scheinbare Sternörter (engl. Apparent Places) werden auf der scheinbaren Himmelskugel beobachtet, um die Refraktion und tägliche Aberration korrigiert sowie auf den Erdmittelpunkt bezogen (geozentrische Örter); sie folgen direkt aus Winkelmessungen im System der äquatorialen Koordinaten.

### Wahre Sternörter
Wahre Sternörter sind scheinbare Sternörter, die zusätzlich um die jährliche Aberration und Parallaxe korrigiert sowie auf den Sonnenmittelpunkt bezogen wurden (heliozentrische Örter).

### Mittlere Sternörter
Mittlere Sternörter sind wahre Sternörter, die nicht auf den Zeitpunkt der Beobachtung, sondern auf eine rechnerische Epoche (Jahresanfang oder Jahresmitte) bezogen und zusätzlich um Präzession und Nutation korrigiert wurden. Als Epoche wird meist eine Standard-Epoche gewählt, z. B. J2000.0; zwischen 1925 und 1990 war die übliche Standardepoche 1950.0, davor 1920, 1900 und 1875.
Sternkataloge und Sternkarten enthalten Angaben zu den mittleren Örtern, weil diese sich langsamer ändern als die scheinbaren Sternörter.